# Tour del Lago Taihu 2019
La 10.ª edición del Tour del Lago Taihu fue una carrera de ciclismo en ruta por etapas que se celebró entre el 9 y el 15 de octubre de 2019 con inicio en la ciudad de Wuxi y final en la ciudad de Jinhu en República Popular China. El recorrido constó de un prólogo y 6 etapas sobre una distancia total de 623,7 km.
La carrera hizo parte del circuito UCI Asia Tour 2019 dentro de la categoría 2.1. El vencedor final fue el neozelandés Dylan Kennett del St George Continental seguio del belga Boris Vallée del Wanty-Gobert y el austriaco Matthias Brändle del Israel Cycling Academy.

## Equipos participantes
Tomaron la partida un total de 21 equipos, de los cuales 8 son de categoría Profesional Continental, 12 Continental y la selección nacional de Hong Kong, quienes conformaron un pelotón de 118 ciclistas de los cuales terminaron 114. Los equipos participantes son:
| Equipos continentales profesionales (8)- Wanty-Groupe Gobert - Androni Giocattoli-Sidermec - Burgos-BH - Delko-Marseille Provence - Israel Cycling Academy - Neri Sottoli-Selle Italia-KTM - Nippo Vini Fantini Faizanè - Team Novo Nordisk Equipos continentales (12)- Giant - Hengxiang - Kunbao Sport - Medellín - Memil - Minsk Cycling Club - Ningxia Sports Lottery Livall Gusto - Shenzhen Xidesheng - St George Continental Cycling Team - Sapura - Terengganu Inc-TSG Cycling Team - Tianyoude Hotel Equipo nacional- Hong Kong |
| |

## Etapas
| Etapa     | Fecha     | Recorrido          | type                    | Distancia (km) | Ganador          | Líder            |
| --------- | --------- | ------------------ | ----------------------- | -------------- | ---------------- | ---------------- |
| Prólogo   | 9 de oct  | Wuxi – Wuxi        | contrarreloj individual | 5,5            | Matthias Brändle | Matthias Brändle |
| 1.ª etapa | 10 de oct | Wuxi – Wuxi        | etapa llana             | 88,8           | Marco Benfatto   | Dylan Kennett    |
| 2.ª etapa | 11 de oct | Wujiang – Wujiang  | etapa escarpada         | 101            | Matteo Pelucchi  | Dylan Kennett    |
| 3.ª etapa | 12 de oct | Huzhou – Changxing | etapa llana             | 117            | Dylan Kennett    | Dylan Kennett    |
| 4.ª etapa | 13 de oct | Wujiang – Wujiang  | etapa llana             | 116            | Matteo Pelucchi  | Dylan Kennett    |
| 5.ª etapa | 14 de oct | Jurong – Jurong    | etapa escarpada         | 121,8          | Brenton Jones    | Dylan Kennett    |
| 6.ª etapa | 15 de oct | Jinhu – Jinhu      | etapa llana             | 73,6           | Marco Benfatto   | Dylan Kennett    |

## Desarrollo de la carrera

### Prólogo
| Wuxi - Wuxi | contrarreloj individual | (5,5 km) |

| \| Clasificación de la etapa \| Clasificación de la etapa \| Clasificación de la etapa \| Clasificación de la etapa \| Clasificación de la etapa \| \| Ciclista \| Ciclista \| Equipo \| Tiempo \| \| \| ------------------------- \| ------------------------- \| ---------------------------------- \| ------------------------- \| ------------------------- \| \| 1.º \| Matthias Brändle \| Israel Cycling Academy \| 6 min 07 s \| \| \| 2.º \| Dylan Kennett \| St George Continental Cycling Team \| + 2 s \| \| \| 3.º \| Michael Vink \| St George Continental Cycling Team \| + 8 s \| \| \| 4.º \| Óscar Sevilla \| Medellín \| + 13 s \| \| \| 5.º \| Boris Vallée \| Wanty-Gobert \| + 13 s \| \| \| 6.º \| Roy Eefting \| Memil Pro Cycling \| + 15 s \| \| \| 7.º \| Imerio Cima \| Nippo-Vini Fantini-Faizanè \| + 15 s \| \| \| 8.º \| Matthew Zenovich \| St George Continental Cycling Team \| + 15 s \| \| \| 9.º \| Ryan Cavanagh \| St George Continental Cycling Team \| + 16 s \| \| \| 10.º \| Walter Vargas \| Medellín \| + 17 s \| \| |                  |                                    |            |
| |                  |                                    |            |
| Fuente: ProCyclingStats |                  |                                    |            |
| Clasificación de la etapa |                  |                                    |            |
| Ciclista | Ciclista         | Equipo                             | Tiempo     |
| 1.º | Matthias Brändle | Israel Cycling Academy             | 6 min 07 s |
| 2.º | Dylan Kennett    | St George Continental Cycling Team | + 2 s      |
| 3.º | Michael Vink     | St George Continental Cycling Team | + 8 s      |
| 4.º | Óscar Sevilla    | Medellín                           | + 13 s     |
| 5.º | Boris Vallée     | Wanty-Gobert                       | + 13 s     |
| 6.º | Roy Eefting      | Memil Pro Cycling                  | + 15 s     |
| 7.º | Imerio Cima      | Nippo-Vini Fantini-Faizanè         | + 15 s     |
| 8.º | Matthew Zenovich | St George Continental Cycling Team | + 15 s     |
| 9.º | Ryan Cavanagh    | St George Continental Cycling Team | + 16 s     |
| 10.º | Walter Vargas    | Medellín                           | + 17 s     |

| \| Clasificación general \| Clasificación general \| Clasificación general \| Clasificación general \| Clasificación general \| \| Ciclista \| Ciclista \| Equipo \| Tiempo \| \| \| --------------------- \| --------------------- \| ---------------------------------- \| --------------------- \| --------------------- \| \| 1.º \| Matthias Brändle \| Israel Cycling Academy \| 6 min 07 s \| \| \| 2.º \| Dylan Kennett \| St George Continental Cycling Team \| + 2 s \| \| \| 3.º \| Michael Vink \| St George Continental Cycling Team \| + 8 s \| \| \| 4.º \| Óscar Sevilla \| Medellín \| + 13 s \| \| \| 5.º \| Boris Vallée \| Wanty-Gobert \| + 13 s \| \| \| 6.º \| Roy Eefting \| Memil Pro Cycling \| + 15 s \| \| \| 7.º \| Imerio Cima \| Nippo-Vini Fantini-Faizanè \| + 15 s \| \| \| 8.º \| Matthew Zenovich \| St George Continental Cycling Team \| + 15 s \| \| \| 9.º \| Ryan Cavanagh \| St George Continental Cycling Team \| + 16 s \| \| \| 10.º \| Walter Vargas \| Medellín \| + 17 s \| \| |                  |                                    |            |
| |                  |                                    |            |
| Fuente: ProCyclingStats |                  |                                    |            |
| Clasificación general |                  |                                    |            |
| Ciclista | Ciclista         | Equipo                             | Tiempo     |
| 1.º | Matthias Brändle | Israel Cycling Academy             | 6 min 07 s |
| 2.º | Dylan Kennett    | St George Continental Cycling Team | + 2 s      |
| 3.º | Michael Vink     | St George Continental Cycling Team | + 8 s      |
| 4.º | Óscar Sevilla    | Medellín                           | + 13 s     |
| 5.º | Boris Vallée     | Wanty-Gobert                       | + 13 s     |
| 6.º | Roy Eefting      | Memil Pro Cycling                  | + 15 s     |
| 7.º | Imerio Cima      | Nippo-Vini Fantini-Faizanè         | + 15 s     |
| 8.º | Matthew Zenovich | St George Continental Cycling Team | + 15 s     |
| 9.º | Ryan Cavanagh    | St George Continental Cycling Team | + 16 s     |
| 10.º | Walter Vargas    | Medellín                           | + 17 s     |

### 1.ª etapa
| Wuxi - Wuxi | etapa llana | (88,8 km) |

| \| Clasificación de la etapa \| Clasificación de la etapa \| Clasificación de la etapa \| Clasificación de la etapa \| Clasificación de la etapa \| \| Ciclista \| Ciclista \| Equipo \| Tiempo \| \| \| ------------------------- \| ---------------------------- \| ---------------------------------- \| ------------------------- \| ------------------------- \| \| 1.º \| Marco Benfatto \| Androni Giocattoli-Sidermec \| 1 h 51 min 20 s \| \| \| 2.º \| Dylan Kennett \| St George Continental Cycling Team \| + 0 s \| \| \| 3.º \| Brenton Jones \| Delko Marseille Provence \| + 0 s \| \| \| 4.º \| Youcef Reguigui \| Terengganu Inc-TSG Cycling Team \| + 0 s \| \| \| 5.º \| Boris Vallée \| Wanty-Gobert \| + 0 s \| \| \| 6.º \| Andrea Peron \| \| + 0 s \| \| \| 7.º \| Zheng Zhang \| Hengxiang Cycling Team \| + 0 s \| \| \| 8.º \| Itamar Einhorn \| Israel Cycling Academy \| + 0 s \| \| \| 9.º \| Mohamad Saari Amri Abd Rasim \| Team Sapura Cycling \| + 0 s \| \| \| 10.º \| Manuel Peñalver \| Burgos-BH \| + 0 s \| \| |                              |                                    |                 |
| |                              |                                    |                 |
| Fuente: ProCyclingStats |                              |                                    |                 |
| Clasificación de la etapa |                              |                                    |                 |
| Ciclista | Ciclista                     | Equipo                             | Tiempo          |
| 1.º | Marco Benfatto               | Androni Giocattoli-Sidermec        | 1 h 51 min 20 s |
| 2.º | Dylan Kennett                | St George Continental Cycling Team | + 0 s           |
| 3.º | Brenton Jones                | Delko Marseille Provence           | + 0 s           |
| 4.º | Youcef Reguigui              | Terengganu Inc-TSG Cycling Team    | + 0 s           |
| 5.º | Boris Vallée                 | Wanty-Gobert                       | + 0 s           |
| 6.º | Andrea Peron                 |                                    | + 0 s           |
| 7.º | Zheng Zhang                  | Hengxiang Cycling Team             | + 0 s           |
| 8.º | Itamar Einhorn               | Israel Cycling Academy             | + 0 s           |
| 9.º | Mohamad Saari Amri Abd Rasim | Team Sapura Cycling                | + 0 s           |
| 10.º | Manuel Peñalver              | Burgos-BH                          | + 0 s           |

| \| Clasificación general \| Clasificación general \| Clasificación general \| Clasificación general \| Clasificación general \| \| Ciclista \| Ciclista \| Equipo \| Tiempo \| \| \| --------------------- \| --------------------- \| ---------------------------------- \| --------------------- \| --------------------- \| \| 1.º \| Dylan Kennett \| St George Continental Cycling Team \| 1 h 57 min 21 s \| \| \| 2.º \| Matthias Brändle \| Israel Cycling Academy \| + 6 s \| \| \| 3.º \| Michael Vink \| St George Continental Cycling Team \| + 14 s \| \| \| 4.º \| Boris Vallée \| Wanty-Gobert \| + 16 s \| \| \| 5.º \| Óscar Sevilla \| Medellín \| + 19 s \| \| \| 6.º \| Imerio Cima \| Nippo-Vini Fantini-Faizanè \| + 21 s \| \| \| 7.º \| Roy Eefting \| Memil Pro Cycling \| + 21 s \| \| \| 8.º \| Matthew Zenovich \| St George Continental Cycling Team \| + 21 s \| \| \| 9.º \| Blake Quick \| St George Continental Cycling Team \| + 22 s \| \| \| 10.º \| Ryan Cavanagh \| St George Continental Cycling Team \| + 22 s \| \| |                  |                                    |                 |
| |                  |                                    |                 |
| Fuente: ProCyclingStats |                  |                                    |                 |
| Clasificación general |                  |                                    |                 |
| Ciclista | Ciclista         | Equipo                             | Tiempo          |
| 1.º | Dylan Kennett    | St George Continental Cycling Team | 1 h 57 min 21 s |
| 2.º | Matthias Brändle | Israel Cycling Academy             | + 6 s           |
| 3.º | Michael Vink     | St George Continental Cycling Team | + 14 s          |
| 4.º | Boris Vallée     | Wanty-Gobert                       | + 16 s          |
| 5.º | Óscar Sevilla    | Medellín                           | + 19 s          |
| 6.º | Imerio Cima      | Nippo-Vini Fantini-Faizanè         | + 21 s          |
| 7.º | Roy Eefting      | Memil Pro Cycling                  | + 21 s          |
| 8.º | Matthew Zenovich | St George Continental Cycling Team | + 21 s          |
| 9.º | Blake Quick      | St George Continental Cycling Team | + 22 s          |
| 10.º | Ryan Cavanagh    | St George Continental Cycling Team | + 22 s          |

### 2.ª etapa
| Wujiang - Wujiang | etapa escarpada | (101 km) |

| \| Clasificación de la etapa \| Clasificación de la etapa \| Clasificación de la etapa \| Clasificación de la etapa \| Clasificación de la etapa \| \| Ciclista \| Ciclista \| Equipo \| Tiempo \| \| \| ------------------------- \| ------------------------- \| ---------------------------------- \| ------------------------- \| ------------------------- \| \| 1.º \| Matteo Pelucchi \| Androni Giocattoli-Sidermec \| 2 h 14 min 06 s \| \| \| 2.º \| Dylan Kennett \| St George Continental Cycling Team \| + 0 s \| \| \| 3.º \| Mihkel Räim \| Israel Cycling Academy \| + 0 s \| \| \| 4.º \| Boris Vallée \| Wanty-Gobert \| + 0 s \| \| \| 5.º \| Marco Benfatto \| Androni Giocattoli-Sidermec \| + 0 s \| \| \| 6.º \| Youcef Reguigui \| Terengganu Inc-TSG Cycling Team \| + 0 s \| \| \| 7.º \| Manuel Peñalver \| Burgos-BH \| + 0 s \| \| \| 8.º \| Wang Junyong \| Hengxiang Cycling Team \| + 0 s \| \| \| 9.º \| Luca Pacioni \| Neri Sottoli-Selle Italia-KTM \| + 0 s \| \| \| 10.º \| Mattia Bevilacqua \| Neri Sottoli-Selle Italia-KTM \| + 0 s \| \| |                   |                                    |                 |
| |                   |                                    |                 |
| Fuente: ProCyclingStats |                   |                                    |                 |
| Clasificación de la etapa |                   |                                    |                 |
| Ciclista | Ciclista          | Equipo                             | Tiempo          |
| 1.º | Matteo Pelucchi   | Androni Giocattoli-Sidermec        | 2 h 14 min 06 s |
| 2.º | Dylan Kennett     | St George Continental Cycling Team | + 0 s           |
| 3.º | Mihkel Räim       | Israel Cycling Academy             | + 0 s           |
| 4.º | Boris Vallée      | Wanty-Gobert                       | + 0 s           |
| 5.º | Marco Benfatto    | Androni Giocattoli-Sidermec        | + 0 s           |
| 6.º | Youcef Reguigui   | Terengganu Inc-TSG Cycling Team    | + 0 s           |
| 7.º | Manuel Peñalver   | Burgos-BH                          | + 0 s           |
| 8.º | Wang Junyong      | Hengxiang Cycling Team             | + 0 s           |
| 9.º | Luca Pacioni      | Neri Sottoli-Selle Italia-KTM      | + 0 s           |
| 10.º | Mattia Bevilacqua | Neri Sottoli-Selle Italia-KTM      | + 0 s           |

| \| Clasificación general \| Clasificación general \| Clasificación general \| Clasificación general \| Clasificación general \| \| Ciclista \| Ciclista \| Equipo \| Tiempo \| \| \| --------------------- \| --------------------- \| ---------------------------------- \| --------------------- \| --------------------- \| \| 1.º \| Dylan Kennett \| St George Continental Cycling Team \| 1 h 57 min 21 s \| \| \| 2.º \| Matthias Brändle \| Israel Cycling Academy \| + 6 s \| \| \| 3.º \| Michael Vink \| St George Continental Cycling Team \| + 14 s \| \| \| 4.º \| Boris Vallée \| Wanty-Gobert \| + 16 s \| \| \| 5.º \| Óscar Sevilla \| Medellín \| + 19 s \| \| \| 6.º \| Imerio Cima \| Nippo-Vini Fantini-Faizanè \| + 21 s \| \| \| 7.º \| Roy Eefting \| Memil Pro Cycling \| + 21 s \| \| \| 8.º \| Matthew Zenovich \| St George Continental Cycling Team \| + 21 s \| \| \| 9.º \| Blake Quick \| St George Continental Cycling Team \| + 22 s \| \| \| 10.º \| Ryan Cavanagh \| St George Continental Cycling Team \| + 22 s \| \| |                  |                                    |                 |
| |                  |                                    |                 |
| Fuente: ProCyclingStats |                  |                                    |                 |
| Clasificación general |                  |                                    |                 |
| Ciclista | Ciclista         | Equipo                             | Tiempo          |
| 1.º | Dylan Kennett    | St George Continental Cycling Team | 1 h 57 min 21 s |
| 2.º | Matthias Brändle | Israel Cycling Academy             | + 6 s           |
| 3.º | Michael Vink     | St George Continental Cycling Team | + 14 s          |
| 4.º | Boris Vallée     | Wanty-Gobert                       | + 16 s          |
| 5.º | Óscar Sevilla    | Medellín                           | + 19 s          |
| 6.º | Imerio Cima      | Nippo-Vini Fantini-Faizanè         | + 21 s          |
| 7.º | Roy Eefting      | Memil Pro Cycling                  | + 21 s          |
| 8.º | Matthew Zenovich | St George Continental Cycling Team | + 21 s          |
| 9.º | Blake Quick      | St George Continental Cycling Team | + 22 s          |
| 10.º | Ryan Cavanagh    | St George Continental Cycling Team | + 22 s          |

### 3.ª etapa
| Huzhou - Changxing | etapa llana | (117 km) |

| \| Clasificación de la etapa \| Clasificación de la etapa \| Clasificación de la etapa \| Clasificación de la etapa \| Clasificación de la etapa \| \| Ciclista \| Ciclista \| Equipo \| Tiempo \| \| \| ------------------------- \| ------------------------- \| ----------------------------------- \| ------------------------- \| ------------------------- \| \| 1.º \| Dylan Kennett \| St George Continental Cycling Team \| 2 h 24 min 31 s \| \| \| 2.º \| Mihkel Räim \| Israel Cycling Academy \| + 0 s \| \| \| 3.º \| Youcef Reguigui \| Terengganu Inc-TSG Cycling Team \| + 0 s \| \| \| 4.º \| Roy Eefting \| Memil Pro Cycling \| + 0 s \| \| \| 5.º \| Boris Vallée \| Wanty-Gobert \| + 0 s \| \| \| 6.º \| Matteo Pelucchi \| Androni Giocattoli-Sidermec \| + 0 s \| \| \| 7.º \| Luca Pacioni \| Neri Sottoli-Selle Italia-KTM \| + 0 s \| \| \| 8.º \| Manuel Peñalver \| Burgos-BH \| + 0 s \| \| \| 9.º \| Brenton Jones \| Delko Marseille Provence \| + 0 s \| \| \| 10.º \| Geórgios Boúglas \| Ningxia Sports Lottery Livall Gusto \| + 0 s \| \| |                  |                                     |                 |
| |                  |                                     |                 |
| Fuente: ProCyclingStats |                  |                                     |                 |
| Clasificación de la etapa |                  |                                     |                 |
| Ciclista | Ciclista         | Equipo                              | Tiempo          |
| 1.º | Dylan Kennett    | St George Continental Cycling Team  | 2 h 24 min 31 s |
| 2.º | Mihkel Räim      | Israel Cycling Academy              | + 0 s           |
| 3.º | Youcef Reguigui  | Terengganu Inc-TSG Cycling Team     | + 0 s           |
| 4.º | Roy Eefting      | Memil Pro Cycling                   | + 0 s           |
| 5.º | Boris Vallée     | Wanty-Gobert                        | + 0 s           |
| 6.º | Matteo Pelucchi  | Androni Giocattoli-Sidermec         | + 0 s           |
| 7.º | Luca Pacioni     | Neri Sottoli-Selle Italia-KTM       | + 0 s           |
| 8.º | Manuel Peñalver  | Burgos-BH                           | + 0 s           |
| 9.º | Brenton Jones    | Delko Marseille Provence            | + 0 s           |
| 10.º | Geórgios Boúglas | Ningxia Sports Lottery Livall Gusto | + 0 s           |

| \| Clasificación general \| Clasificación general \| Clasificación general \| Clasificación general \| Clasificación general \| \| Ciclista \| Ciclista \| Equipo \| Tiempo \| \| \| --------------------- \| --------------------- \| ---------------------------------- \| --------------------- \| --------------------- \| \| 1.º \| Dylan Kennett \| St George Continental Cycling Team \| 6 h 35 min 37 s \| \| \| 2.º \| Matthias Brändle \| Israel Cycling Academy \| + 27 s \| \| \| 3.º \| Mihkel Räim \| Israel Cycling Academy \| + 33 s \| \| \| 4.º \| Michael Vink \| St George Continental Cycling Team \| + 35 s \| \| \| 5.º \| Boris Vallée \| Wanty-Gobert \| + 36 s \| \| \| 6.º \| Roy Eefting \| Memil Pro Cycling \| + 39 s \| \| \| 7.º \| Óscar Sevilla \| Medellín \| + 40 s \| \| \| 8.º \| Daniel Turek \| Israel Cycling Academy \| + 42 s \| \| \| 9.º \| Imerio Cima \| Nippo-Vini Fantini-Faizanè \| + 42 s \| \| \| 10.º \| Matthew Zenovich \| St George Continental Cycling Team \| + 42 s \| \| |                  |                                    |                 |
| |                  |                                    |                 |
| Fuente: ProCyclingStats |                  |                                    |                 |
| Clasificación general |                  |                                    |                 |
| Ciclista | Ciclista         | Equipo                             | Tiempo          |
| 1.º | Dylan Kennett    | St George Continental Cycling Team | 6 h 35 min 37 s |
| 2.º | Matthias Brändle | Israel Cycling Academy             | + 27 s          |
| 3.º | Mihkel Räim      | Israel Cycling Academy             | + 33 s          |
| 4.º | Michael Vink     | St George Continental Cycling Team | + 35 s          |
| 5.º | Boris Vallée     | Wanty-Gobert                       | + 36 s          |
| 6.º | Roy Eefting      | Memil Pro Cycling                  | + 39 s          |
| 7.º | Óscar Sevilla    | Medellín                           | + 40 s          |
| 8.º | Daniel Turek     | Israel Cycling Academy             | + 42 s          |
| 9.º | Imerio Cima      | Nippo-Vini Fantini-Faizanè         | + 42 s          |
| 10.º | Matthew Zenovich | St George Continental Cycling Team | + 42 s          |

### 4.ª etapa
| Wujiang - Wujiang | etapa llana | (116 km) |

| \| Clasificación de la etapa \| Clasificación de la etapa \| Clasificación de la etapa \| Clasificación de la etapa \| Clasificación de la etapa \| \| Ciclista \| Ciclista \| Equipo \| Tiempo \| \| \| ------------------------- \| ------------------------- \| ---------------------------------- \| ------------------------- \| ------------------------- \| \| 1.º \| Matteo Pelucchi \| Androni Giocattoli-Sidermec \| 2 h 30 min 58 s \| \| \| 2.º \| Marco Benfatto \| Androni Giocattoli-Sidermec \| + 0 s \| \| \| 3.º \| Mihkel Räim \| Israel Cycling Academy \| + 0 s \| \| \| 4.º \| Mattia Bevilacqua \| Neri Sottoli-Selle Italia-KTM \| + 0 s \| \| \| 5.º \| Dylan Kennett \| St George Continental Cycling Team \| + 0 s \| \| \| 6.º \| Manuel Peñalver \| Burgos-BH \| + 0 s \| \| \| 7.º \| Nicolas Marini \| Tianyoude Hotel Cycling Team \| + 0 s \| \| \| 8.º \| Zhiwen Chen \| Giant Cycling Team \| + 0 s \| \| \| 9.º \| Youcef Reguigui \| Terengganu Inc-TSG Cycling Team \| + 0 s \| \| \| 10.º \| Boris Vallée \| Wanty-Gobert \| + 0 s \| \| |                   |                                    |                 |
| |                   |                                    |                 |
| Fuente: ProCyclingStats |                   |                                    |                 |
| Clasificación de la etapa |                   |                                    |                 |
| Ciclista | Ciclista          | Equipo                             | Tiempo          |
| 1.º | Matteo Pelucchi   | Androni Giocattoli-Sidermec        | 2 h 30 min 58 s |
| 2.º | Marco Benfatto    | Androni Giocattoli-Sidermec        | + 0 s           |
| 3.º | Mihkel Räim       | Israel Cycling Academy             | + 0 s           |
| 4.º | Mattia Bevilacqua | Neri Sottoli-Selle Italia-KTM      | + 0 s           |
| 5.º | Dylan Kennett     | St George Continental Cycling Team | + 0 s           |
| 6.º | Manuel Peñalver   | Burgos-BH                          | + 0 s           |
| 7.º | Nicolas Marini    | Tianyoude Hotel Cycling Team       | + 0 s           |
| 8.º | Zhiwen Chen       | Giant Cycling Team                 | + 0 s           |
| 9.º | Youcef Reguigui   | Terengganu Inc-TSG Cycling Team    | + 0 s           |
| 10.º | Boris Vallée      | Wanty-Gobert                       | + 0 s           |

| \| Clasificación general \| Clasificación general \| Clasificación general \| Clasificación general \| Clasificación general \| \| Ciclista \| Ciclista \| Equipo \| Tiempo \| \| \| --------------------- \| --------------------- \| ---------------------------------- \| --------------------- \| --------------------- \| \| 1.º \| Dylan Kennett \| St George Continental Cycling Team \| 9 h 06 min 35 s \| \| \| 2.º \| Matthias Brändle \| Israel Cycling Academy \| + 27 s \| \| \| 3.º \| Mihkel Räim \| Israel Cycling Academy \| + 29 s \| \| \| 4.º \| Boris Vallée \| Wanty-Gobert \| + 34 s \| \| \| 5.º \| Michael Vink \| St George Continental Cycling Team \| + 35 s \| \| \| 6.º \| Roy Eefting \| Memil Pro Cycling \| + 39 s \| \| \| 7.º \| Óscar Sevilla \| Medellín \| + 40 s \| \| \| 8.º \| Daniel Turek \| Israel Cycling Academy \| + 42 s \| \| \| 9.º \| Imerio Cima \| Nippo-Vini Fantini-Faizanè \| + 42 s \| \| \| 10.º \| Matthew Zenovich \| St George Continental Cycling Team \| + 42 s \| \| |                  |                                    |                 |
| |                  |                                    |                 |
| Fuente: ProCyclingStats |                  |                                    |                 |
| Clasificación general |                  |                                    |                 |
| Ciclista | Ciclista         | Equipo                             | Tiempo          |
| 1.º | Dylan Kennett    | St George Continental Cycling Team | 9 h 06 min 35 s |
| 2.º | Matthias Brändle | Israel Cycling Academy             | + 27 s          |
| 3.º | Mihkel Räim      | Israel Cycling Academy             | + 29 s          |
| 4.º | Boris Vallée     | Wanty-Gobert                       | + 34 s          |
| 5.º | Michael Vink     | St George Continental Cycling Team | + 35 s          |
| 6.º | Roy Eefting      | Memil Pro Cycling                  | + 39 s          |
| 7.º | Óscar Sevilla    | Medellín                           | + 40 s          |
| 8.º | Daniel Turek     | Israel Cycling Academy             | + 42 s          |
| 9.º | Imerio Cima      | Nippo-Vini Fantini-Faizanè         | + 42 s          |
| 10.º | Matthew Zenovich | St George Continental Cycling Team | + 42 s          |

### 5.ª etapa
| Jurong - Jurong | etapa escarpada | (121,8 km) |

| \| Clasificación de la etapa \| Clasificación de la etapa \| Clasificación de la etapa \| Clasificación de la etapa \| Clasificación de la etapa \| \| Ciclista \| Ciclista \| Equipo \| Tiempo \| \| \| ------------------------- \| ------------------------- \| ---------------------------------- \| ------------------------- \| ------------------------- \| \| 1.º \| Brenton Jones \| Delko Marseille Provence \| 2 h 59 min 55 s \| \| \| 2.º \| Boris Vallée \| Wanty-Gobert \| + 0 s \| \| \| 3.º \| Imerio Cima \| Nippo-Vini Fantini-Faizanè \| + 0 s \| \| \| 4.º \| Dylan Kennett \| St George Continental Cycling Team \| + 0 s \| \| \| 5.º \| Luca Pacioni \| Neri Sottoli-Selle Italia-KTM \| + 0 s \| \| \| 6.º \| Roman Maikin \| Minsk Cycling Club \| + 0 s \| \| \| 7.º \| Nicola Venchiarutti \| Androni Giocattoli-Sidermec \| + 0 s \| \| \| 8.º \| Andrea Peron \| Team Novo Nordisk \| + 0 s \| \| \| 9.º \| Mattia Bevilacqua \| Neri Sottoli-Selle Italia-KTM \| + 0 s \| \| \| 10.º \| Youcef Reguigui \| Terengganu Inc-TSG Cycling Team \| + 0 s \| \| |                     |                                    |                 |
| |                     |                                    |                 |
| Fuente: ProCyclingStats |                     |                                    |                 |
| Clasificación de la etapa |                     |                                    |                 |
| Ciclista | Ciclista            | Equipo                             | Tiempo          |
| 1.º | Brenton Jones       | Delko Marseille Provence           | 2 h 59 min 55 s |
| 2.º | Boris Vallée        | Wanty-Gobert                       | + 0 s           |
| 3.º | Imerio Cima         | Nippo-Vini Fantini-Faizanè         | + 0 s           |
| 4.º | Dylan Kennett       | St George Continental Cycling Team | + 0 s           |
| 5.º | Luca Pacioni        | Neri Sottoli-Selle Italia-KTM      | + 0 s           |
| 6.º | Roman Maikin        | Minsk Cycling Club                 | + 0 s           |
| 7.º | Nicola Venchiarutti | Androni Giocattoli-Sidermec        | + 0 s           |
| 8.º | Andrea Peron        | Team Novo Nordisk                  | + 0 s           |
| 9.º | Mattia Bevilacqua   | Neri Sottoli-Selle Italia-KTM      | + 0 s           |
| 10.º | Youcef Reguigui     | Terengganu Inc-TSG Cycling Team    | + 0 s           |

| \| Clasificación general \| Clasificación general \| Clasificación general \| Clasificación general \| Clasificación general \| \| Ciclista \| Ciclista \| Equipo \| Tiempo \| \| \| --------------------- \| --------------------- \| ---------------------------------- \| --------------------- \| --------------------- \| \| 1.º \| Dylan Kennett \| St George Continental Cycling Team \| 12 h 06 min 30 s \| \| \| 2.º \| Matthias Brändle \| Israel Cycling Academy \| + 27 s \| \| \| 3.º \| Boris Vallée \| Wanty-Gobert \| + 28 s \| \| \| 4.º \| Mihkel Räim \| Israel Cycling Academy \| + 29 s \| \| \| 5.º \| Michael Vink \| St George Continental Cycling Team \| + 35 s \| \| \| 6.º \| Imerio Cima \| Nippo-Vini Fantini-Faizanè \| + 38 s \| \| \| 7.º \| Brenton Jones \| Delko Marseille Provence \| + 39 s \| \| \| 8.º \| Óscar Sevilla \| Medellín \| + 40 s \| \| \| 9.º \| Daniel Turek \| Israel Cycling Academy \| + 42 s \| \| \| 10.º \| Matthew Zenovich \| St George Continental Cycling Team \| + 42 s \| \| |                  |                                    |                  |
| |                  |                                    |                  |
| Fuente: ProCyclingStats |                  |                                    |                  |
| Clasificación general |                  |                                    |                  |
| Ciclista | Ciclista         | Equipo                             | Tiempo           |
| 1.º | Dylan Kennett    | St George Continental Cycling Team | 12 h 06 min 30 s |
| 2.º | Matthias Brändle | Israel Cycling Academy             | + 27 s           |
| 3.º | Boris Vallée     | Wanty-Gobert                       | + 28 s           |
| 4.º | Mihkel Räim      | Israel Cycling Academy             | + 29 s           |
| 5.º | Michael Vink     | St George Continental Cycling Team | + 35 s           |
| 6.º | Imerio Cima      | Nippo-Vini Fantini-Faizanè         | + 38 s           |
| 7.º | Brenton Jones    | Delko Marseille Provence           | + 39 s           |
| 8.º | Óscar Sevilla    | Medellín                           | + 40 s           |
| 9.º | Daniel Turek     | Israel Cycling Academy             | + 42 s           |
| 10.º | Matthew Zenovich | St George Continental Cycling Team | + 42 s           |

### 6.ª etapa
| Jinhu - Jinhu | etapa llana | (73,6 km) |

| \| Clasificación de la etapa \| Clasificación de la etapa \| Clasificación de la etapa \| Clasificación de la etapa \| Clasificación de la etapa \| \| Ciclista \| Ciclista \| Equipo \| Tiempo \| \| \| ------------------------- \| ------------------------- \| ------------------------------- \| ------------------------- \| ------------------------- \| \| 1.º \| Marco Benfatto \| Androni Giocattoli-Sidermec \| 1 h 35 min 55 s \| \| \| 2.º \| Matteo Pelucchi \| Androni Giocattoli-Sidermec \| + 0 s \| \| \| 3.º \| Boris Vallée \| Wanty-Gobert \| + 0 s \| \| \| 4.º \| Itamar Einhorn \| Israel Cycling Academy \| + 0 s \| \| \| 5.º \| Andrea Peron \| Team Novo Nordisk \| + 0 s \| \| \| 6.º \| Mihkel Räim \| Israel Cycling Academy \| + 0 s \| \| \| 7.º \| Youcef Reguigui \| Terengganu Inc-TSG Cycling Team \| + 0 s \| \| \| 8.º \| Nicolas Marini \| Tianyoude Hotel Cycling Team \| + 0 s \| \| \| 9.º \| Keigo Kusaba \| Nippo-Vini Fantini-Faizanè \| + 0 s \| \| \| 10.º \| Zheng Zhang \| Hengxiang Cycling Team \| + 0 s \| \| |                 |                                 |                 |
| |                 |                                 |                 |
| Fuente: ProCyclingStats |                 |                                 |                 |
| Clasificación de la etapa |                 |                                 |                 |
| Ciclista | Ciclista        | Equipo                          | Tiempo          |
| 1.º | Marco Benfatto  | Androni Giocattoli-Sidermec     | 1 h 35 min 55 s |
| 2.º | Matteo Pelucchi | Androni Giocattoli-Sidermec     | + 0 s           |
| 3.º | Boris Vallée    | Wanty-Gobert                    | + 0 s           |
| 4.º | Itamar Einhorn  | Israel Cycling Academy          | + 0 s           |
| 5.º | Andrea Peron    | Team Novo Nordisk               | + 0 s           |
| 6.º | Mihkel Räim     | Israel Cycling Academy          | + 0 s           |
| 7.º | Youcef Reguigui | Terengganu Inc-TSG Cycling Team | + 0 s           |
| 8.º | Nicolas Marini  | Tianyoude Hotel Cycling Team    | + 0 s           |
| 9.º | Keigo Kusaba    | Nippo-Vini Fantini-Faizanè      | + 0 s           |
| 10.º | Zheng Zhang     | Hengxiang Cycling Team          | + 0 s           |

## Clasificaciones finales
Las clasificaciones finalizaron de la siguiente forma:

### Clasificación general
| \| Clasificación general \| Clasificación general \| Clasificación general \| Clasificación general \| Clasificación general \| \| Ciclista \| Ciclista \| Equipo \| Tiempo \| \| \| --------------------- \| --------------------- \| ---------------------------------- \| --------------------- \| --------------------- \| \| 1.º \| Dylan Kennett \| St George Continental Cycling Team \| 13 h 42 min 25 s \| \| \| 2.º \| Boris Vallée \| Wanty-Gobert \| + 23 s \| \| \| 3.º \| Matthias Brändle \| Israel Cycling Academy \| + 27 s \| \| \| 4.º \| Mihkel Räim \| Israel Cycling Academy \| + 29 s \| \| \| 5.º \| Michael Vink \| St George Continental Cycling Team \| + 35 s \| \| \| 6.º \| Imerio Cima \| Nippo-Vini Fantini-Faizanè \| + 38 s \| \| \| 7.º \| Brenton Jones \| Delko Marseille Provence \| + 39 s \| \| \| 8.º \| Óscar Sevilla \| Medellín \| + 40 s \| \| \| 9.º \| Daniel Turek \| Israel Cycling Academy \| + 42 s \| \| \| 10.º \| Matthew Zenovich \| St George Continental Cycling Team \| + 42 s \| \| |                  |                                    |                  |
| |                  |                                    |                  |
| Fuente: ProCyclingStats |                  |                                    |                  |
| Clasificación general |                  |                                    |                  |
| Ciclista | Ciclista         | Equipo                             | Tiempo           |
| 1.º | Dylan Kennett    | St George Continental Cycling Team | 13 h 42 min 25 s |
| 2.º | Boris Vallée     | Wanty-Gobert                       | + 23 s           |
| 3.º | Matthias Brändle | Israel Cycling Academy             | + 27 s           |
| 4.º | Mihkel Räim      | Israel Cycling Academy             | + 29 s           |
| 5.º | Michael Vink     | St George Continental Cycling Team | + 35 s           |
| 6.º | Imerio Cima      | Nippo-Vini Fantini-Faizanè         | + 38 s           |
| 7.º | Brenton Jones    | Delko Marseille Provence           | + 39 s           |
| 8.º | Óscar Sevilla    | Medellín                           | + 40 s           |
| 9.º | Daniel Turek     | Israel Cycling Academy             | + 42 s           |
| 10.º | Matthew Zenovich | St George Continental Cycling Team | + 42 s           |

### Clasificación por puntos
| Clasificación por puntos | Clasificación por puntos | Clasificación por puntos           | Clasificación por puntos | Clasificación por puntos |
| Ciclista                 | Ciclista                 | Equipo                             | Puntos                   |                          |
| ------------------------ | ------------------------ | ---------------------------------- | ------------------------ | ------------------------ |
| 1.º                      | Dylan Kennett            | St George Continental Cycling Team | 63 pts                   |                          |
| 2.º                      | Boris Vallée             | Wanty-Gobert                       | 43 pts                   |                          |
| 3.º                      | Matteo Pelucchi          | Androni Giocattoli-Sidermec        | 41 pts                   |                          |
| 4.º                      | Mihkel Räim              | Israel Cycling Academy             | 33 pts                   |                          |
| 5.º                      | Marco Benfatto           | Androni Giocattoli-Sidermec        | 32 pts                   |                          |
| 6.º                      | Brenton Jones            | Delko Marseille Provence           | 26 pts                   |                          |
| 7.º                      | Youcef Reguigui          | Terengganu Inc-TSG Cycling Team    | 26 pts                   |                          |
| 8.º                      | Dzianis Mazur            | Minsk Cycling Club                 | 13 pts                   |                          |
| 9.º                      | Itamar Einhorn           | Israel Cycling Academy             | 13 pts                   |                          |
| 10.º                     | Roy Eefting              | Memil Pro Cycling                  | 13 pts                   |                          |

### Clasificación de los jóvenes
| Clasificación del mejor joven | Clasificación del mejor joven | Clasificación del mejor joven | Clasificación del mejor joven | Clasificación del mejor joven |
| Ciclista                      | Ciclista                      | Equipo                        | Tiempo                        |                               |
| ----------------------------- | ----------------------------- | ----------------------------- | ----------------------------- | ----------------------------- |
| 1.º                           | Imerio Cima                   | Nippo-Vini Fantini-Faizanè    | 13 h 43 min 03 s              |                               |
| 2.º                           | Erik Bergstrom Frisk          | Memil Pro Cycling             | + 18 s                        |                               |
| 3.º                           | Nicola Venchiarutti           | Androni Giocattoli-Sidermec   | + 23 s                        |                               |
| 4.º                           | Harold Tejada                 | Medellín                      | + 25 s                        |                               |
| 5.º                           | Mattia Bevilacqua             | Neri Sottoli-Selle Italia-KTM | + 28 s                        |                               |
| 6.º                           | Simon Carr                    | Delko Marseille Provence      | + 32 s                        |                               |
| 7.º                           | Muhammad Shaiful Adlan        | Team Sapura Cycling           | + 37 s                        |                               |
| 8.º                           | Alexandre Delettre            | Delko Marseille Provence      | + 38 s                        |                               |
| 9.º                           | Bailey Walters                | Memil Pro Cycling             | + 39 s                        |                               |
| 10.º                          | Hu Li                         | Tianyoude Hotel Cycling Team  | + 58 s                        |                               |

### Clasificación por equipos
| Clasificación por equipos | Clasificación por equipos          | Clasificación por equipos | Clasificación por equipos |
| Equipo                    | Equipo                             | Tiempo                    |                           |
| ------------------------- | ---------------------------------- | ------------------------- | ------------------------- |
| 1.º                       | St George Continental Cycling Team | 41 h 09 min 01 s          |                           |
| 2.º                       | Israel Cycling Academy             | + 10 s                    |                           |
| 3.º                       | Medellín                           | + 23 s                    |                           |
| 4.º                       | Wanty-Groupe Gobert                | + 39 s                    |                           |
| 5.º                       | Memil                              | + 52 s                    |                           |
| 6.º                       | Team Novo Nordisk                  | + 53 s                    |                           |
| 7.º                       | Nippo Vini Fantini Faizanè         | + 1 min 04 s              |                           |
| 8.º                       | Sapura                             | + 1 min 09 s              |                           |
| 9.º                       | Delko-Marseille Provence           | + 1 min 11 s              |                           |
| 10.º                      | Burgos-BH                          | + 1 min 17 s              |                           |

## Evolución de las clasificaciones
| Etapa                   | Vencedor                | Clasificación general | Clasificación por puntos | Clasificación de los jóvenes | Clasificación del mejor asiático | Clasificación por equipos |
| ----------------------- | ----------------------- | --------------------- | ------------------------ | ---------------------------- | -------------------------------- | ------------------------- |
| Prólogo                 | Matthias Brändle        | Matthias Brändle      | no entregado             | Imerio Cima                  | Mohamad Saari Amri Abd Rasim     | St George Continental     |
| 1.ª                     | Marco Benfatto          | Dylan Kennett         | Dylan Kennett            | Imerio Cima                  | Mohamad Saari Amri Abd Rasim     | St George Continental     |
| 2.ª                     | Matteo Pelucchi         | Dylan Kennett         | Dylan Kennett            | Imerio Cima                  | Mohamad Saari Amri Abd Rasim     | St George Continental     |
| 3.ª                     | Dylan Kennett           | Dylan Kennett         | Dylan Kennett            | Imerio Cima                  | Mohamad Saari Amri Abd Rasim     | St George Continental     |
| 4.ª                     | Matteo Pelucchi         | Dylan Kennett         | Dylan Kennett            | Imerio Cima                  | Mohamad Saari Amri Abd Rasim     | St George Continental     |
| 5.ª                     | Brenton Jones           | Dylan Kennett         | Dylan Kennett            | Imerio Cima                  | Akmal Hakim Zakaria              | St George Continental     |
| 6.ª                     | Marco Benfatto          | Dylan Kennett         | Dylan Kennett            | Imerio Cima                  | Akmal Hakim Zakaria              | St George Continental     |
| Clasificaciones finales | Clasificaciones finales | Dylan Kennett         | Dylan Kennett            | Imerio Cima                  | Akmal Hakim Zakaria              | St George Continental     |

## UCI World Ranking
La Tour del Lago Taihu otorgó puntos para el UCI World Ranking para corredores de los equipos en las categorías UCI WorldTeam, Profesional Continental y Equipos Continentales. Las siguientes tablas muestran el baremo de puntuación y los 10 corredores que obtuvieron más puntos:
| Posición              | 1.º | 2.º | 3.º | 4.º | 5.º | 6.º | 7.º | 8.º | 9.º | 10.º | 11.º | 12.º | 13.º-15.º | 16.º-25.º |
| Clasificación general | 125 | 85  | 70  | 60  | 50  | 40  | 35  | 30  | 25  | 20   | 15   | 10   | 5         | 3         |
| Por etapa             | 14  | 5   | 3   |     |     |     |     |     |     |      |      |      |           |           |
| Líder                 | 3   |     |     |     |     |     |     |     |     |      |      |      |           |           |

| Clasificación |                  |                             |         |       |       |       |
| Posición      | Ciclista         | Equipo                      | General | Etapa | Líder | Total |
| ------------- | ---------------- | --------------------------- | ------- | ----- | ----- | ----- |
| 1.º           | Dylan Kennett    | St George Continental       | 125     | 29    | 15    | 169   |
| 2.º           | Boris Vallée     | Wanty-Gobert                | 85      | 8     | -     | 93    |
| 3.º           | Matthias Brändle | Israel Cycling Academy      | 70      | 14    | 3     | 87    |
| 4.º           | Mihkel Räim      | Israel Cycling Academy      | 60      | 11    | -     | 71    |
| 5.º           | Michael Vink     | St George Continental       | 50      | 3     | -     | 53    |
| 6.º           | Brenton Jones    | Delko Marseille Provence    | 35      | 17    | -     | 52    |
| 7.º           | Imerio Cima      | Nippo-Vini Fantini-Faizanè  | 40      | 3     | -     | 43    |
| 8.º           | Matteo Pelucchi  | Androni Giocattoli-Sidermec | -       | 33    | -     | 33    |
| 9.º           | Marco Benfatto   | Androni Giocattoli-Sidermec | -       | 33    | -     | 33    |
| 10.º          | Óscar Sevilla    | Medellín                    | 30      | -     | -     | 30    |